# حسين شيخ الإسلام
حسين شيخ الإسلام (مواليد 1952 في أصفهان- توفي 2020)، هو سياسي إيراني شغل منصب مستشار وزير الخارجية جواد ظريف حتى وفاته. وكان أيضًا عضوًا في البرلمان الإسلامي السابع في إيران . وقبل ذلك كان مستشار السفير الإيراني في سوريا. كان شيخ الإسلام مساعداً لرئيس البرلمان علي لاريجاني للشؤون الدولية. وأيضا هو أحد الطلاب المسلحين الذين احتجزوا الأمريكيين كرهائن خلال أزمة الرهائن في إيران.

## روابط خارجية
- المرشحون ينفون التقرير الإيراني عن الرهائن 16 أكتوبر 1988